# Легка атлетика на Літній універсіаді 1979
Змагання з легкої атлетики на Літній універсіаді 1979 проходили 8-13 вересня в Мехіко на Олімпійському стадіоні.
Порівняно з попередньою Універсіадою програма змагань змін не зазнала.

## Призери

### Чоловіки
| Дисципліни                | Золото                                                                  | Золото   | Срібло                                                              | Срібло   | Бронза                                                                | Бронза  |
| ------------------------- | ----------------------------------------------------------------------- | -------- | ------------------------------------------------------------------- | -------- | --------------------------------------------------------------------- | ------- |
| 100 метрів                | Майк Роберсон США                                                       | 10,19    | Лешек Дунецький Польща                                              | 10,30    | Ейнслі Беннетт Велика Британія                                        | 10,38   |
| 200 метрів                | П'єтро Меннеа Італія                                                    | 19,72 WR | Лешек Дунецький Польща                                              | 20,24    | Ейнслі Беннетт Велика Британія                                        | 20,42   |
| 400 метрів                | Гаральд Шмід ФРН                                                        | 44,98    | Франц-Петер Гофмайстер ФРН                                          | 45,12    | Волтер Мак-Кой США                                                    | 45,90   |
| 800 метрів                | Еванс Вайт США                                                          | 1.48,87  | Гаррі Кук Велика Британія                                           | 1.49,50  | Ганс-Петер Фернер ФРН                                                 | 1.49,77 |
| 1500 метрів               | Грем Вільямсон Велика Британія                                          | 3.45,37  | П'єр Делез Швейцарія                                                | 3.45,8   | Річі Гарріс США                                                       | 3.46,4  |
| 5000 метрів               | Іліє Флорою Румунія                                                     | 14.12,9  | Хосе Гомес Мексика                                                  | 14.15,4  | Енріке Акіно Мексика                                                  | 14.18,0 |
| 10000 метрів              | Іліє Флорою Румунія                                                     | 29.56,1  | Енріке Акіно Мексика                                                | 30.16,4  | Самуель Ньярікі Кенія                                                 | 30.49,1 |
| 110 метрів з бар'єрами    | Андрій Прокоф'єв СРСР                                                   | 13,50    | Томас Мункельт НДР                                                  | 13,50    | Олександр Пучков СРСР                                                 | 13,55   |
| 400 метрів з бар'єрами    | Гаррі Схултінг Нідерланди                                               | 48,44 UR | Василь Архипенко СРСР                                               | 48,60 NR | Джеймс Вокер США                                                      | 48,88   |
| 3000 метрів з перешкодами | Пауль Копу Румунія                                                      | 8.57,7   | Маріано Скартецціні Італія                                          | 8.58,1   | Мікеле Чіна Італія                                                    | 9.08,7  |
| 4×100 метрів              | ІталіяДжанфранко Ладзер Лучано Каравані Джованні Граціолі П'єтро Меннеа | 38,42 UR | Кот-д'ІвуарПатріс Уре Амаду Мейте Авоньян Ногбум Жорж Каблан Деньян | 38,73    | ФранціяЖан Грасья П'єррік Тессар Габріель Бротьє Паскаль Барре        | 39,07   |
| 4×400 метрів              | СШАФред Тейлор Леслі Керр Ронні Гарріс Волтер Мак-Кой                   | 3.00,98  | НідерландиГуго Понт Кун Гейсберс Марсел Кларенбек Гаррі Схултінг    | 3.03,18  | ІталіяСтефано Малінверні Альфонсо ді Гвіда Флавіо Боргі Роберто Тоцці | 3.03,80 |
| Стрибки у висоту          | Герд Нагель ФРН                                                         | 2,28 UR  | Рольф Байльшмідт НДР                                                | 2,28 UR  | Гольгер Мартен ФРН                                                    | 2,26    |
| Стрибки з жердиною        | Владислав Козакевич Польща                                              | 5,60     | Філіпп Увйон Франція                                                | 5,60     | Патрік Абада Франція                                                  | 5,55    |
| Стрибки в довжину         | Валерій Підлужний СРСР                                                  | 8,16     | Усуй Дзюніті Японія                                                 | 8,05     | Ламонте Кінг США                                                      | 7,99    |
| Потрійний стрибок         | Віллі Бенкс США                                                         | 17,23    | Яак Уудмяе СРСР                                                     | 17,20    | Роберто Мадзукато Італія                                              | 16,87   |
| Штовхання ядра            | Удо Беєр НДР                                                            | 20,49    | Рейо Стольберг Фінляндія                                            | 19,96    | Ніколай Христов Болгарія                                              | 19,60   |
| Метання диска             | Вольфганг Шмідт НДР                                                     | 60,78    | Маркку Туокко Фінляндія                                             | 59,82    | Антонін Вибранець Чехословаччина                                      | 58,32   |
| Метання молота            | Клаус Плогхаус ФРН                                                      | 75,74 UR | Манфред Гюнінг ФРН                                                  | 75,68    | Юрій Сєдих СРСР                                                       | 75,54   |
| Метання списа             | Гельмут Шрайбер ФРН                                                     | 88,68 UR | Арто Хяркенен Фінляндія                                             | 87,10    | Хейно Пуусте СРСР                                                     | 82,62   |
| Десятиборство             | Зепп Цайльбауер Австрія                                                 | 8203 UR  | Юрген Гінгзен ФРН                                                   | 8033     | Гайнц Антреттер ФРН                                                   | 7868    |

### Жінки
| Дисципліни             | Золото                                                             | Золото   | Срібло                                                              | Срібло  | Бронза                                                        | Бронза  |
| ---------------------- | ------------------------------------------------------------------ | -------- | ------------------------------------------------------------------- | ------- | ------------------------------------------------------------- | ------- |
| 100 метрів             | Марліс Ґер НДР                                                     | 11,00 UR | Кейті Смоллвуд Велика Британія                                      | 11,27   | Беверлі Годдард Велика Британія                               | 11,32   |
| 200 метрів             | Маріта Кох НДР                                                     | 21,91 UR | Кейті Смоллвуд Велика Британія                                      | 22,70   | Беверлі Годдард Велика Британія                               | 22,76   |
| 400 метрів             | Марія Кульчунова СРСР                                              | 50,35 UR | Розалін Браянт США                                                  | 51,35   | Крістіна Бремер НДР                                           | 51,59   |
| 800 метрів             | Надія Мушта СРСР                                                   | 2.00,50  | Ольга Двірна СРСР                                                   | 2.00,77 | Фіце Ловін Румунія                                            | 2.00,81 |
| 1500 метрів            | Наталія Мерешеску Румунія                                          | 4.13,9   | Ольга Двірна СРСР                                                   | 4.14,5  | Валентина Ільїних СРСР                                        | 4.14,6  |
| 100 метрів з бар'єрами | Люцина Лангер Польща                                               | 12,62 UR | Данута Перка Польща                                                 | 12,66   | Віра Комісова СРСР                                            | 12,90   |
| 4×100 метрів           | СРСРВіра Комісова Віра Анісімова Тетяна Пророченко Ольга Короткова | 43,14    | Велика БританіяІветт Рей Кейті Смоллвуд Рут Кеннеді Беверлі Годдард | 43,94   | ФранціяОділь Мадко Жаклін Курте Марі-П'єр Філіпп Шанталь Рега | 43,94   |
| Стрибки у висоту       | Андреа Матай Угорщина                                              | 1,94     | Ульріке Мейфарт ФРН                                                 | 1,92    | Сара Сімеоні Італія                                           | 1,92    |
| Стрибки в довжину      | Аніта Стукане СРСР                                                 | 6,80     | Джоді Андерсон США                                                  | 6,67    | Тетяна Скачко СРСР                                            | 6,57    |
| Штовхання ядра         | Ілона Слюп'янек НДР                                                | 19,98    | Гельма Кноршайдт НДР                                                | 19,56   | Міхаела Логін Румунія                                         | 19,41   |
| Метання диска          | Світлана Мельникова СРСР                                           | 63,54    | Евелін Яль НДР                                                      | 63,00   | Флоренца Цаку Румунія                                         | 59,28   |
| Метання списа          | Ева Радуй-Зерге Румунія                                            | 67,20    | Іванка Ванчева Болгарія                                             | 63,04   | Майра Віла Куба                                               | 60,98   |
| П'ятиборство           | Катерина Смирнова СРСР                                             | 4497     | Сільвія Барлаг Нідерланди                                           | 4306    | Іна Лош ФРН                                                   | 4272    |

## Медальний залік
| Місце               | Країна              | Золото | Срібло | Бронза | Загалом |
| ------------------- | ------------------- | ------ | ------ | ------ | ------- |
| 1                   | СРСР                | 8      | 4      | 6      | 18      |
| 2                   | НДР                 | 5      | 4      | 1      | 10      |
| 3                   | Румунія             | 5      | 0      | 3      | 8       |
| 4                   | ФРН                 | 4      | 4      | 4      | 12      |
| 5                   | США                 | 4      | 2      | 4      | 10      |
| 6                   | Польща              | 2      | 3      | 0      | 5       |
| 7                   | Італія              | 2      | 1      | 4      | 7       |
| 8                   | Велика Британія     | 1      | 4      | 4      | 9       |
| 9                   | Нідерланди          | 1      | 2      | 0      | 3       |
| 10                  | Австрія             | 1      | 0      | 0      | 1       |
| 10                  | Угорщина            | 1      | 0      | 0      | 1       |
| 12                  | Фінляндія           | 0      | 3      | 0      | 3       |
| 13                  | Мексика             | 0      | 2      | 1      | 3       |
| 14                  | Франція             | 0      | 1      | 3      | 4       |
| 15                  | Болгарія            | 0      | 1      | 1      | 2       |
| 16                  | Кот-д'Івуар         | 0      | 1      | 0      | 1       |
| 16                  | Швейцарія           | 0      | 1      | 0      | 1       |
| 16                  | Японія              | 0      | 1      | 0      | 1       |
| 19                  | Кенія               | 0      | 0      | 1      | 1       |
| 19                  | Куба                | 0      | 0      | 1      | 1       |
| 19                  | Чехословаччина      | 0      | 0      | 1      | 1       |
| Загалом (21 збірна) | Загалом (21 збірна) | 34     | 34     | 34     | 102     |

## Виступ українців
| Чоловіки (6) | Чоловіки (6)       | Чоловіки (6) | Чоловіки (6)     |
| Місце        | Атлет              | Дисципліна   | Результат        |
| ------------ | ------------------ | ------------ | ---------------- |
| 1            | Валерій Підлужний  | довжина      | 8,16             |
| 2            | Василь Архипенко   | 400 м з/б    | 48,60 NR         |
| 3            | Юрій Сєдих         | молот        | 75,54            |
|              | Микола Васильєв    | 400 м з/б    | 49,44 (48,98)[a] |
|              | Володимир Кисельов | ядро         | 19,26            |
|              | Віктор Бураков     | 200 м        | 20,74            |

| Жінки (4) | Жінки (4)         | Жінки (4)  | Жінки (4) |
| Місце     | Атлетка           | Дисципліна | Результат |
| --------- | ----------------- | ---------- | --------- |
| 1         | Марія Кульчунова  | 400 м      | 50,35 UR  |
| 1         | Тетяна Пророченко | 4×100 м    | 43,14     |
| 3         | Тетяна Скачко     | довжина    | 6,57      |
|           | Тетяна Пророченко | 400 м      | 51,68     |
|           | Нуну Абашидзе     | ядро       | 18,77     |

a  У дужках вказаний кращий результат, показаний у попередньому забігу або у кваліфікації.